# Fan Lihua
Fan Lihua (xinès simplificat: 樊梨花, pinyin: Fán Líhuā) és una heroïna popular de ficció del folklore xinès i una general llegendària del Liang occidental durant els primers anys de la dinastia Tang. Era l'esposa de Xue Dingshan i la nora del famós general de la dinastia Tang, Xue Rengui.
Fan Lihua és una de les quatre heroïnes populars de l'antiga Xina juntament amb Hua Mulan, Mu Guiying i Liang Hongyu. La història del seu marit Xue Dingshan, lluitant al costat de l'altre al camp de batalla és coneguda i ha tingut una influència de gran abast. Les històries llegendàries de Fan Lihua s'expressen en diverses formes d'obres literàries i artístiques, especialment en pel·lícules, sèries de televisió i cançons.

## Registres
El primer registre escrit de Fan Lihua és el "Shuo Tang San Zhuan" (说唐三传, Tres històries de la dinastia Tang) de Rulian Jushi, escrit durant el període Qianlong de la dinastia Qing. Una de les tres històries és "Xue Dingshan Zhengxi", que tracta sobre la història d'amor entre Xue Dingshan i Fan Lihua. La història de Fan Lihua es va incorporar més tard a una sèrie d'obres.

## Llegenda
Segons la llegenda, Fan Lihua va néixer a l'estat de Liang occidental durant la dinastia Tang. La mare de Fan Lihua va morir a una edat primerenca, deixant-la a cura del seu pare i els seus germans. El seu pare, Fan Hong, va ser un general assignat per defensar les fronteres dels turcs occidentals. Els dos germans de Fan Lihua, Han Long i Han Hu, eren assistents de Fan Hong.
Fan Lihua, que havia desenvolupat una personalitat franca i oberta, va practicar les arts marcials amb la seva mestra, Lishan Laomu (també coneguda com l'anciana mare del Mont Li), durant vuit anys i es deia que era altament hàbil en arts marcials. Lishan Laomu, li va dir que estava destinada a casar-se amb un ciutadà tang i que el seu matrimoni uniria els dos regnes i donaria lloc a un període de pau i harmonia.

En lloc d'això, Fan Lihua es va casar amb Xue Dingshan el pare del qual, Xue Rengui, era un general de renom, lleial a la dinastia Tang inicial. La família Xue menyspreava els ciutadans de Liang occidental, amb els quals feia temps que estaven en guerra. Quan es va casar amb la família Xue, Fan Lihua va intentar convèncer el seu pare i els seus germans perquè es rendissin i es refugiessin sota l'Imperi Tang, però el pare s'indignà amb la seva traïció i l'atacà amb l'espasa, matant-se a si mateix per accident. En veure això, els seus germans també l'atacaren, però ella era prou hàbil com per a matar-los als dos.

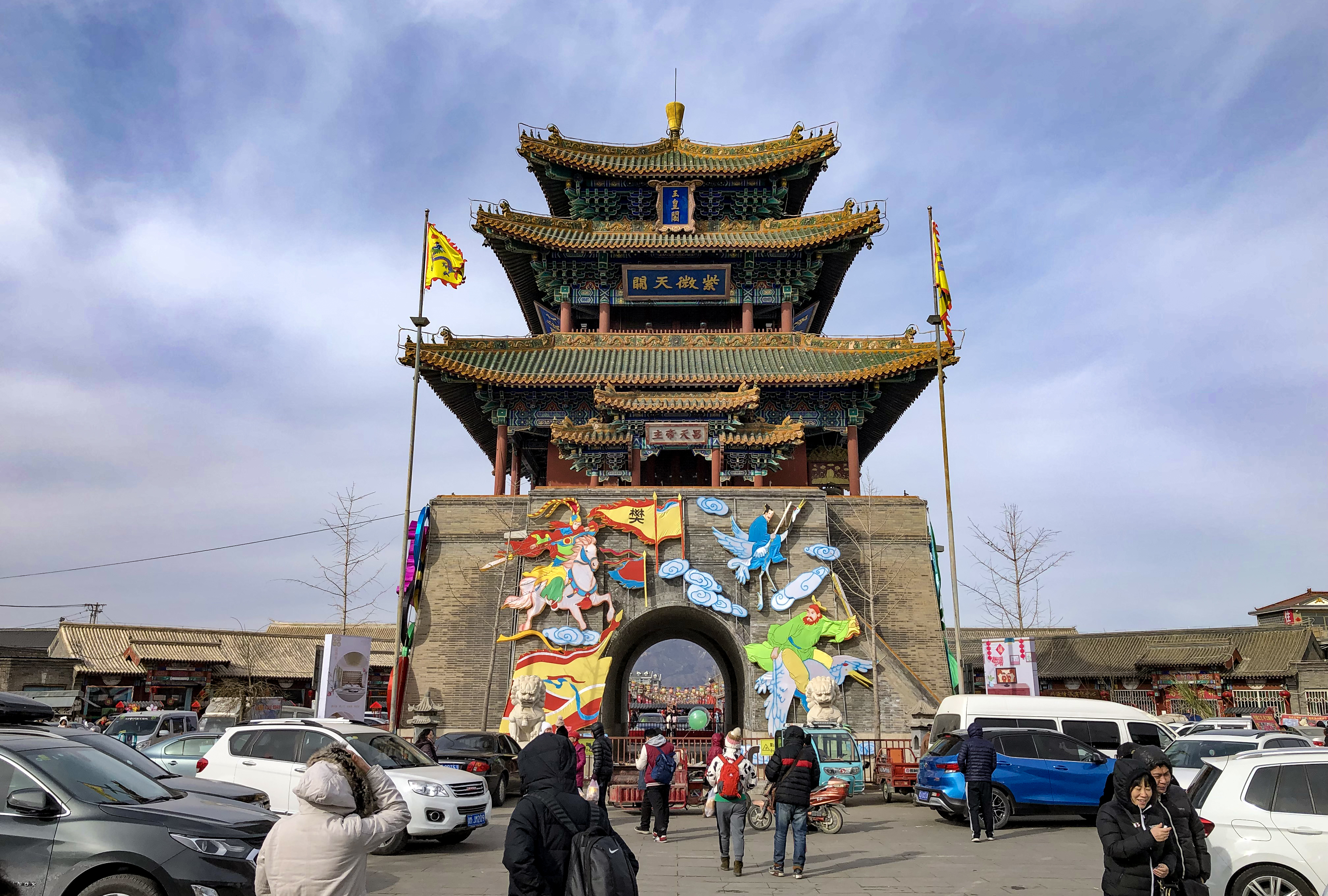
Façana sud del pavelló Yuhuang, Yongning, que representa la història de Fan Lihua

Després de molts anys de lluita, l'Imperi Tang s'erigí victoriós contra els Liang occidentals. Durant la batalla final de la guerra, Yang Fan va ser assassinat per Fan Lihua. Es deia que l'ànima de Yang Fan es va venjar de Fan Lihua en reencarnar-se com el seu fill amb Xue Dingshan, Xue Gang. Amb el temps, Xue Gang, sota els efectes de l'alcohol, mataria al Setè Príncep Tang que estava de gira durant el Festival de Llanternes. En assabentar-se de la mort del seu fill, l'emperador Gaozong de Tang va morir del xoc. Xue Gang va ser declarat culpable del crim de matar un rei i tota la família Xue va ser condemnada a mort per Wu Zetian. Xue Gang va poder escapar de la seva execució i Fan Lihua va ser rescatada miraculosament Lishan Laomu, que la va portar al cel.
Alguns contes populars diuen que Xue Dingshan i Fan Lihua van ser originalment el noi d'or i la noia de jade. L'Emperador de Jade estava furiós amb ells i volia castigar-los per trencar els utensilis celestials. Afortunadament, l'ancià del pol sud va demanar la seva clemència i va ser degradat al món mortal. La noia de jade va topar accidentalment amb les cinc estrelles fantasma mentre sortia de la sala del cel, i després va somriure disculpant-se, sabent que les cinc estrelles fantasmes també baixarien a la terra i s'enredarien amb la noia de jade. Les cinc estrelles fantasmes eren Yang Fan.

## Adoració
Fan Lihua és adorada com una deïtat a la religió popular xinesa, on també se la coneix com la mariscal Fan Lihua. La seva estàtua apareix sovint als temples dedicats a Lishan Laomu.

## En la cultura popular
La història de Fan Lihua i el seu marit Xue Dingshan s'utilitza sovint com a tema de l'òpera xinesa. Hi ha una pel·lícula dramàtica anomenada Xue Dingshan San Qi Fan Lihua basada en la parella.

### Cinema i televisió
- Interpretada per Jessica Hsuan a la sèrie Lady Fan de TVB del 2004
- Interpretat per Qin Lan a la sèrie històrica del 2012 zh (Legend of Fan Liwa) (General femenina de Great Tang: Fan Lihua)